# هیوندای گلوبال ۹۰۰
هیوندایی گلوبال ۹۰۰ (Hyundai Global ۹۰۰) خودرویی است که سیستم جعبه‌دندهٔ آن به دو صورت خودکار و دستی است.